# Dona Sarkar
Pour les articles homonymes, voir Sarkar.
Dona Sarkar est un ingénieure en logiciel, auteure de plusieurs publications, conférencière et propriétaire d'une entreprise de mode.

## Biographie

### Études
Dona Sarkar fréquente l'Université du Michigan, où elle étudie l'informatique.

### Vie professionnelle
Elle devient la responsable du groupe de test de logiciels Windows Insider chez Microsoft, qu'elle dirige de 2016 à 2019.
Elle travaille ensuite pour la Power Platform chez Microsoft, un ensemble d'outils spécifiquement destinés aux entrepreneurs.
En 2022, elle dirige des investissements dans les technologies d’accessibilité pour la communauté Microsoft, dont elle est directrice de la technologie au sein de la branche Microsoft Accessibility.
Elle est également auteur de livres fiction et non-fiction pour les jeunes professionnels qui veulent faire carrière dans la mode.